# Gern (métro de Munich)
Gern (en allemand : U-Bahnhof Gern) est une station de la ligne U1 du métro de Munich. Elle est située sous la Waisenhausstraße, dans le quartier Gern (de) du secteur Münchner Verkehrsgesellschaft à Munich en Allemagne.
Mise en service en 1998, elle est desservie par les rames des lignes U1 et U7 qui est une ligne d'exploitation de renfort qui circule sur les lignes d'infrastructure UI, U2 et U5.

## Situation sur le réseau

Plan du métro (2020).

Établie en souterrain, Gern' est une station de passage de la ligne U1 du métro de Munich. Elle est située entre la station Westfriedhof, en direction du terminus nord Olympia-Einkaufszentrum, et la station Rotkreuzplatz, en direction du terminus sud Mangfallplatz,.
Elle dispose d'un quai central encadré par les deux voies de la ligne U1. Ces installations sont également desservies par les rames de renfort de la ligne U7 du métro de Munich,.

## Histoire
Selon les plans de 1989, la station devait être 185 mètres plus au sud. Le gouvernement de Haute-Bavière décide un an plus tard que la gare devait être construite dans une position nord en raison d'un espacement plus régulier des stations et de meilleures prévisions de passagers, mais cela impliqua une augmentation des coûts de construction de 3 millions de DM et une prolongation de la période de construction de quelques mois. La construction se déroule de 1995 à 1998 sous la direction du bureau d'architecte Claus und Forster.
La station Gern, construite sous la Waisenhausstraße, est mise en service le 24 mai 1998, lors de l'ouverture à l'exploitation du prolongement nord, de la ligne U1, entre Rotkreuzplatz et Westfriedhof. L'extérieur est en pente en raison de l'exiguïté de la surface. La raison en est que la Waisenhausstraße n'a pas pu être complètement fermée à la circulation pendant la phase de construction. Les murs de la gare sont en béton apparent émaillé de bleu, auxquels sont fixés des panneaux de verre, sur lesquels une partie de l'histoire de Gern est écrite. La lumière de neuf pyramides lumineuses est réfléchie par le sol recouvert de granit clair. Les neuf pyramides lumineuses intégrées au plafond par la société de Cologne Lichtdesign sont installées dans les espaces entre les renforts du bâtiment de la station et donnent l'impression que la lumière du jour les traverse d'en haut. Elles sont accessibles par une cavité inutilisée au-dessus de la plate-forme. De telles cavités existent dans de nombreuses stations de métro en raison de la méthode de construction de la paroi moulée et du couvercle.
Le 12 décembre 2011, à la ligne U1 s'ajoute la desserte par les rames de la ligne d'exploitation U7.

## Services aux voyageurs

### Accès et accueil
Elle dispose de quatre accès équipés d'escaliers où d'escaliers mécaniques. Pour l'accessibilité des personnes à la mobilité réduite elle dispose d'un ascenseur près des deux accès nord et d'un deuxième ascenseur près des deux accès sud.

### Desserte
Gern (U1/U7) est une station de passage de la ligne U1, desservie par toutes les rames de cette ligne. C'est également une station de passage de la ligne U7, qui fait circuler des rames de quatre voiture pendant les pics de fréquentation. Principalement le matin entre 7h et 9h et l'après-midi entre 15h et 19h, elle ne circule pas pendant les vacances scolaires.

Installations et desserte
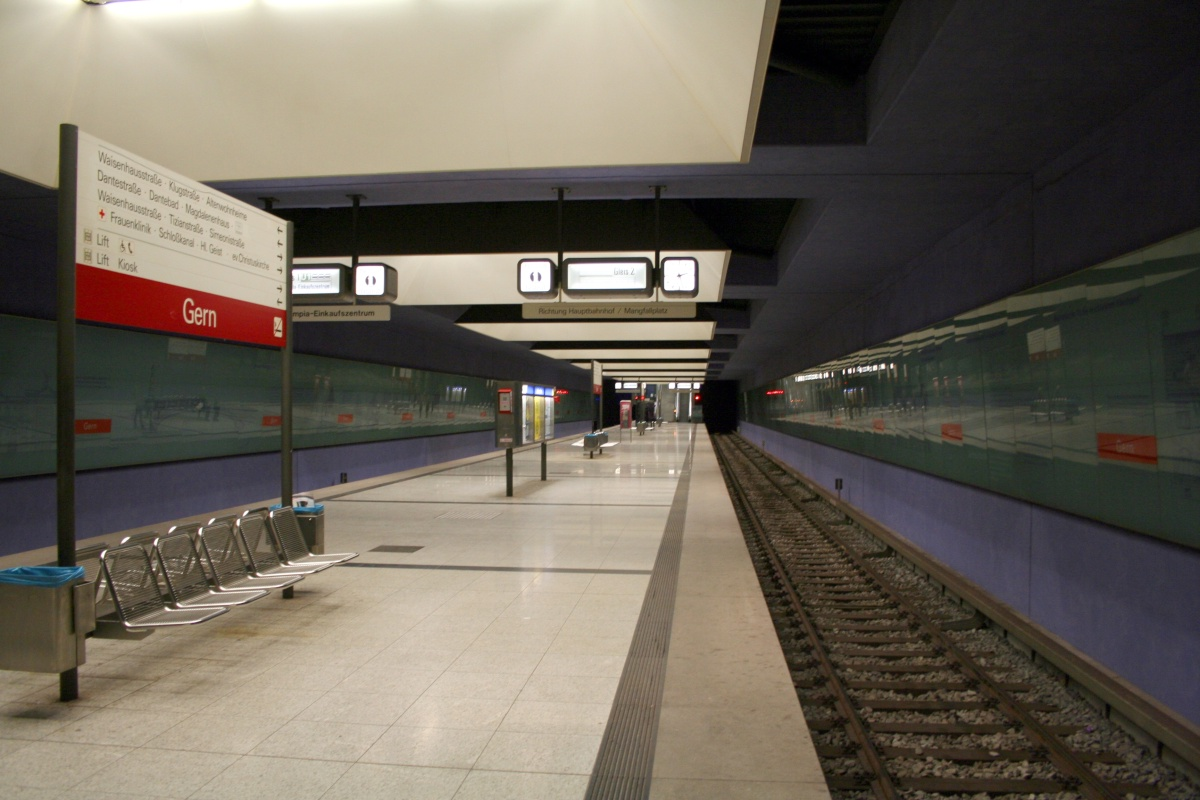
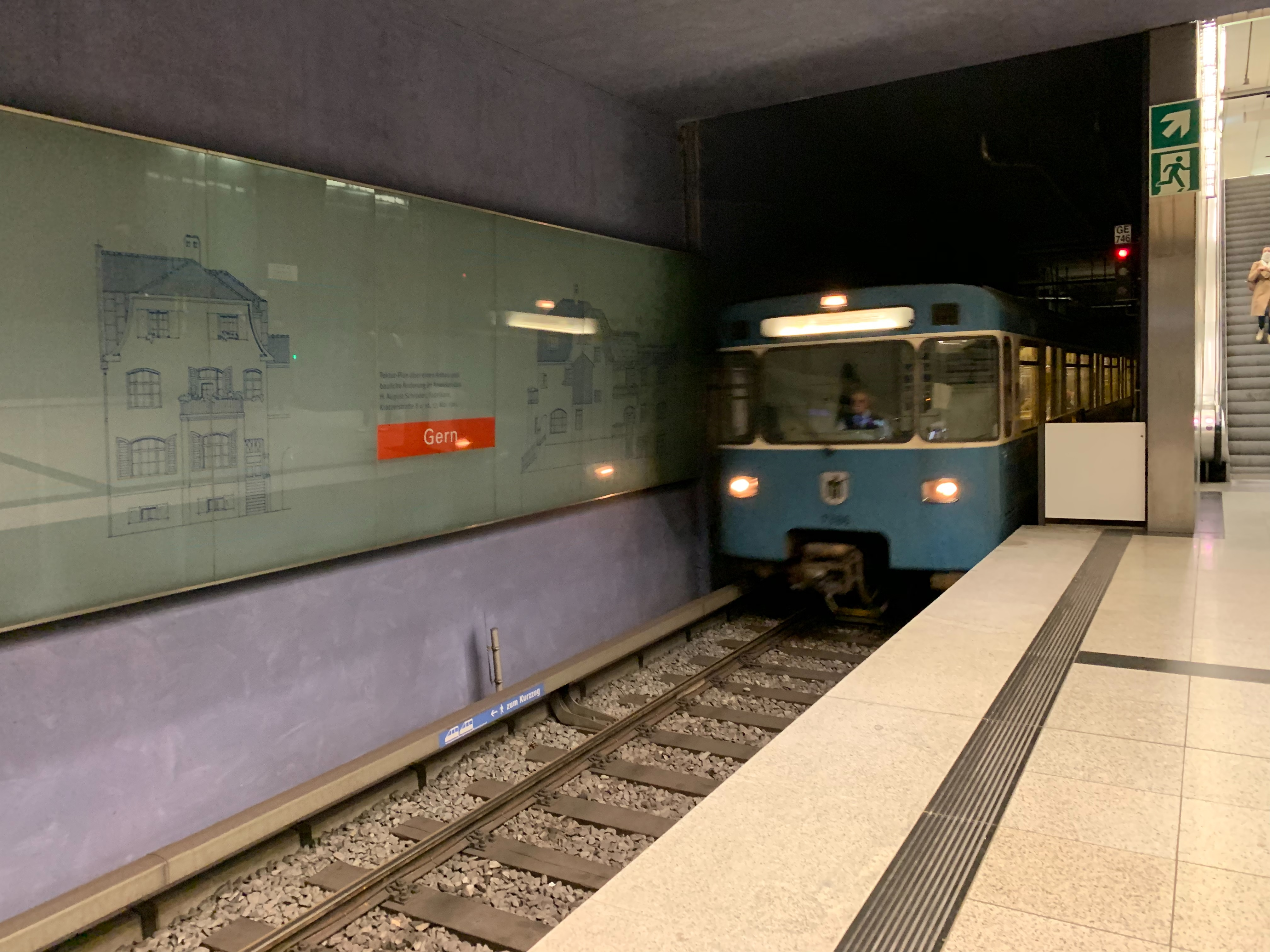

### Intermodalité
Elle dispose à proximité, d'une station de vélos MVG Rad en location en libre service.